# 特殊点法
特殊点法（とくしゅてんほう, Special point method）：k点のサンプリングの方法の一つ。
ブリュアンゾーン(BZ)積分のための求積法である。逆格子、BZの刻みなどに依存する既約ブリュアンゾーン内のサンプリング点(特殊点){\displaystyle {\vec {k}}_{i}}と重み{\displaystyle \omega _{i}}の組が与えられて、BZ積分は近似的に
{\displaystyle \int _{BZ}f({\vec {k}})d{\vec {k}}=\sum _{i}\omega _{i}f({\vec {k}}_{i})}
のように重みと特殊点での関数値の積の和として求まる。特殊点の選び方には、Monkhorst-Pack法とよばれる空間群の対称性を考慮した方法がよく用いられる。
他のBZ積分の数値計算法としてはテトラヘドロン法がある。